# Tăm bông

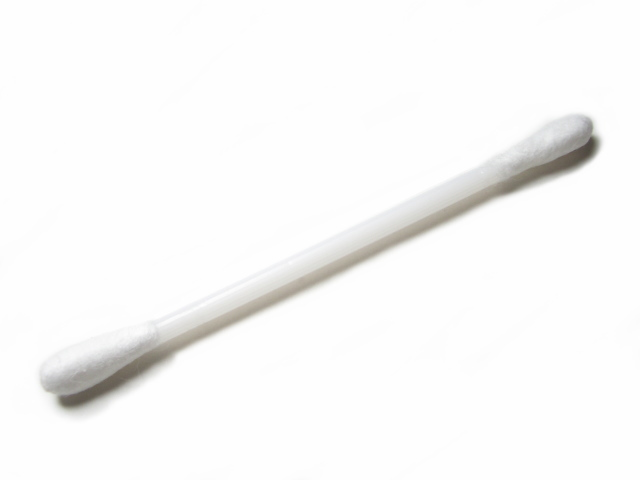
Minh họa

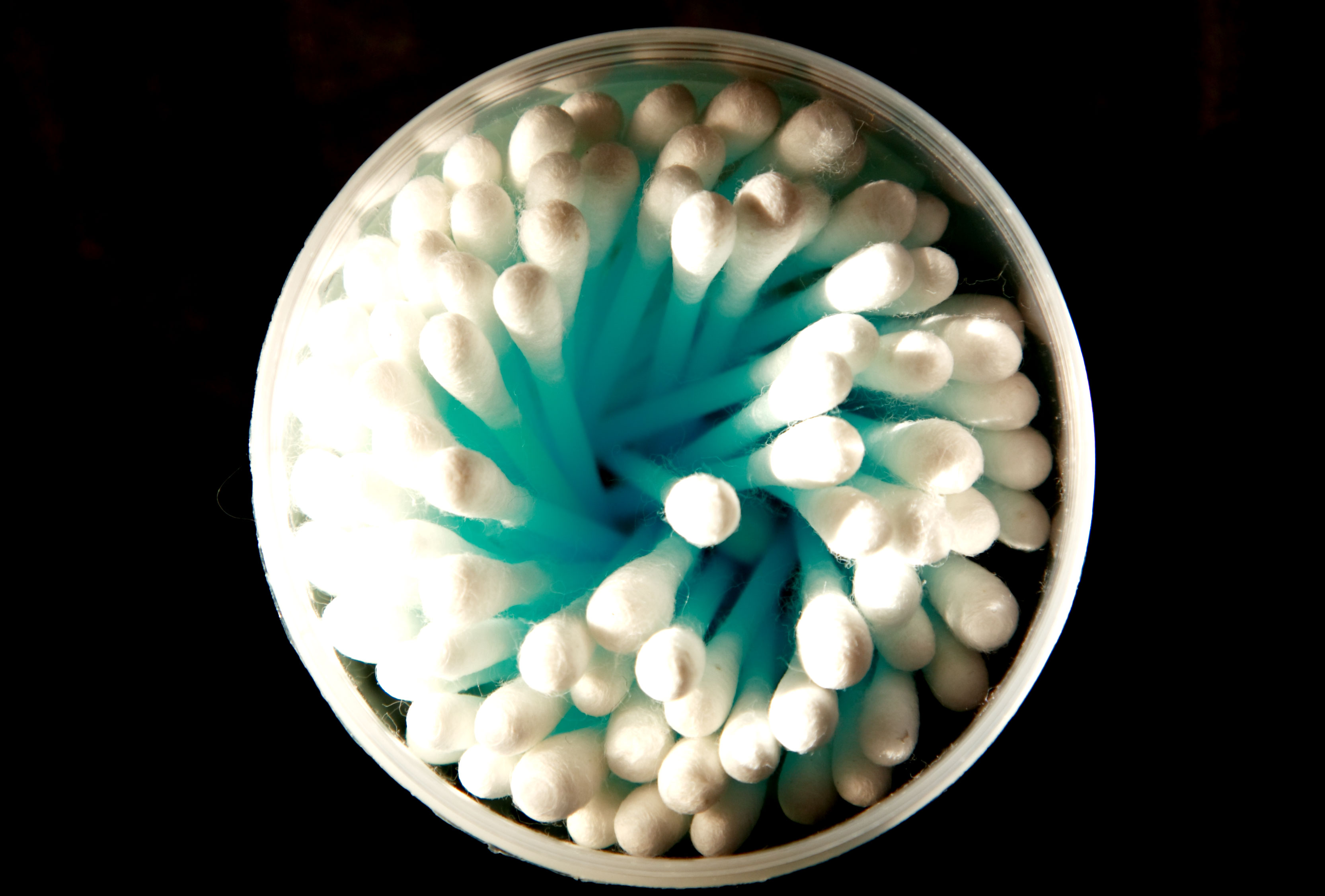
Lọ tăm bông

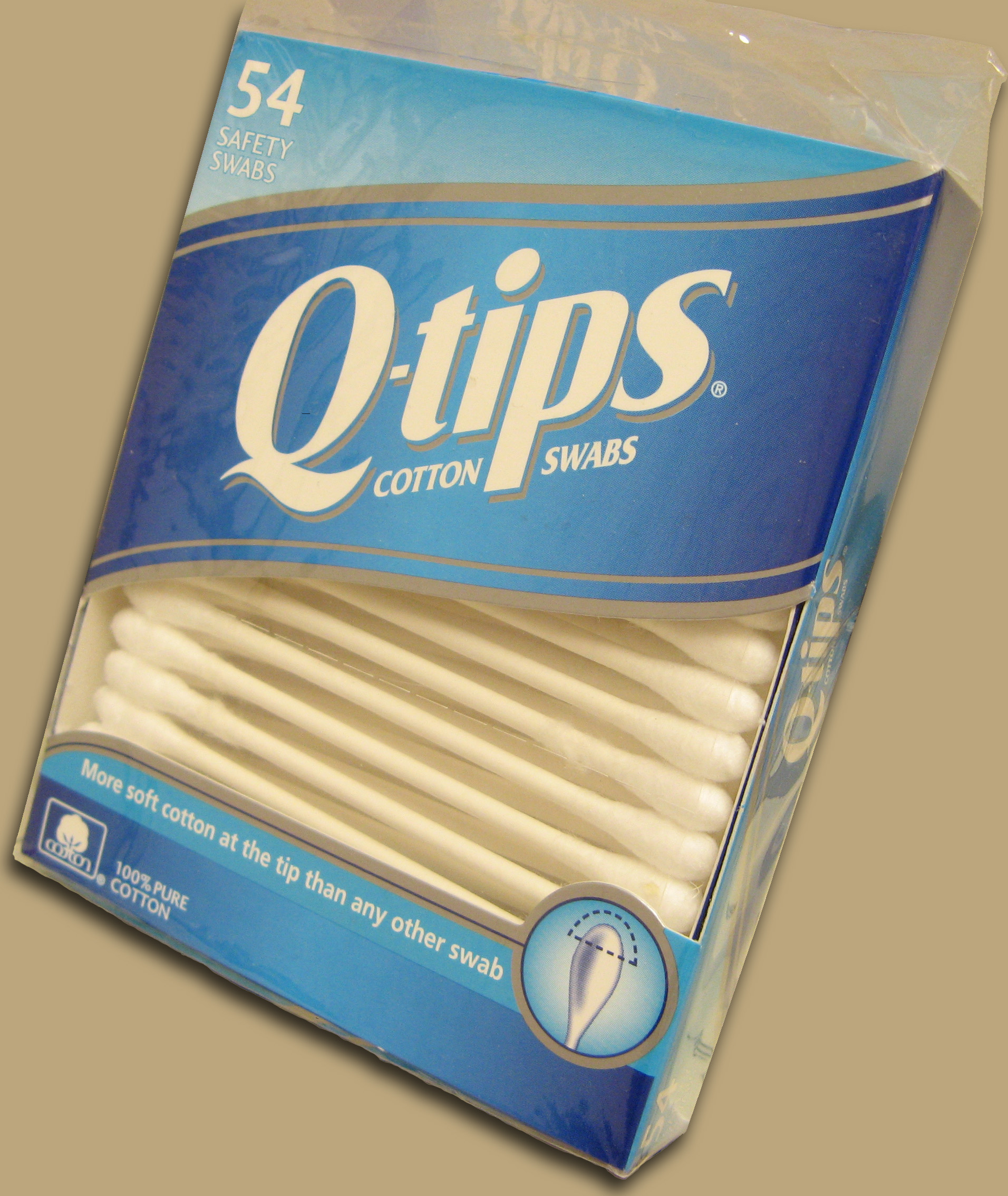
1 hộp tăm bông hãng Q-tips 54 cây

Tăm bông (tiếng Anh: cotton swab hay cotton bud) là một que nhựa, giấy hay gỗ có hai đầu bịt bông hay gạc, chiều dài thông thường khoảng vài cm. Dụng cụ này thường dùng để vệ sinh cơ thể, tẩy trang hay để vẽ tranh, v.v.
Tăm bông được một người đàn ông Mỹ gốc Ba Lan tên Leo Gerstenzang phát minh vào những năm 1920, sau khi ông thấy vợ mình gắn những miếng bông vào đầu que tăm. Ông bắt đầu sản xuất và đặt tên hãng tăm bông của mình là "Baby Gays", sau này đổi tên thành Q-tips, nghĩa là "quality tips" (tạm dịch: những cái tăm chất lượng). "Q-tips" dần phổ biến, ở Mỹ và Canada, người ta dùng luôn tên này để gọi tăm bông. Tuy không được giới khoa học khuyến cáo nhưng tăm bông vẫn là một dụng cụ được nhiều người sử dụng để vệ sinh tai.